# تاکاشی ایموتو
تاکاشی ایموتو (انگلیسی: Takashi Imoto؛ زادهٔ ۲۹ سپتامبر ۱۹۷۶) بازیکن فوتبال اهل ژاپن است.